# 白水塘水库
白水塘水库是中国云南省红河哈尼族彝族自治州泸西县境内的一座水库，位于西大河上，建于1956年。水库正常库容为3550万立方米，集雨面积为22平方千米，海拔为1793.7米。